# Incrocio di Shibuya
L'incrocio di Shibuya o Incrocio Hachikō è un incrocio nel quartiere Shibuya a Tokyo noto per le sue strisce pedonali, una delle quali attraversa in diagonale il centro dell'incrocio stesso.

## Descrizione
L'incrocio si trova di fronte all'uscita Hachikō della stazione di Shibuya. La statua del cane Hachikō, accanto all'incrocio, è un luogo di incontro popolare e quasi sempre affollato. Il traffico veicolare è completamente fermo per 55 secondi per consentire ai pedoni di attraversare l'incrocio in modo sicuro. Sul lato sud-ovest della stazione di Shibuya c'è un altro punto d'incontro popolare attorno a una statua chiamata Moyai. La statua, donata a Shibuya dagli abitanti dell'isola di Niijima nel 1980, sembra una statua Moai.
Tre giganteschi schermi televisivi sulle facciate degli edifici e molti cartelloni pubblicitari dominano il crocevia. Uno Starbucks si trova al primo piano dell'edificio in cui si trova offre una vista eccellente del crocevia che è uno dei più trafficati del mondo.

## Nella cultura di massa
Questo incrocio è stato spesso utilizzato in vare opere; per il cinema - in particolare in Lost in Translation - L'amore tradotto, Fast and Furious: Tokyo Drift, Alice in Borderland, Il fascino indiscreto dell'amore, Resident Evil: Afterlife e Resident Evil: Retribution - per spettacoli televisivi nazionali e internazionali e per videogiochi come ad esempio The World Ends with You, Ghostwire: Tokyo e la serie Persona
La frequentazione del luogo e il fatto che sia invaso dalla pubblicità fanno sì che questo incrocio sia spesso paragonato al Times Square di New York.

## Galleria d'immagini

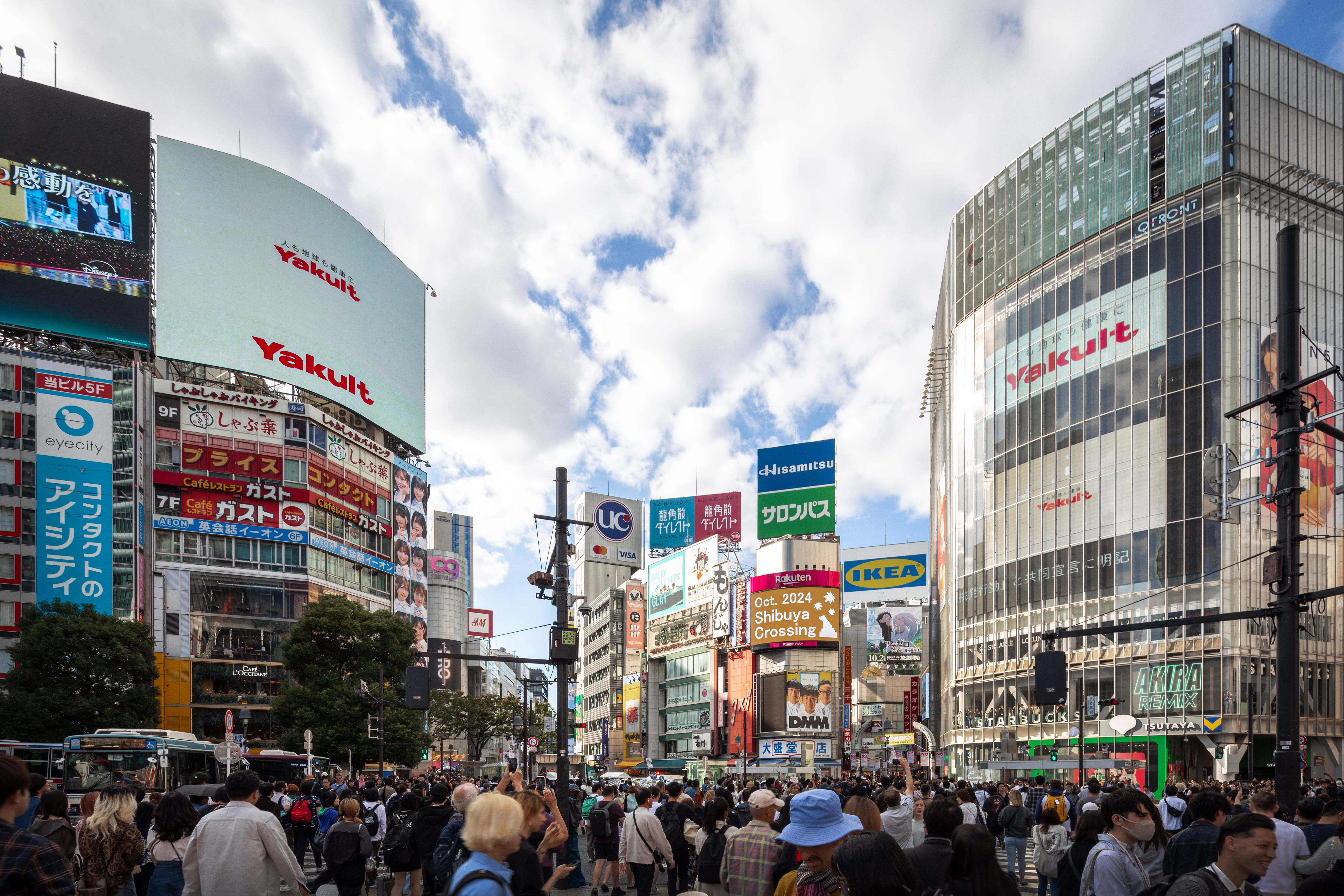
L'incrocio nel 2024
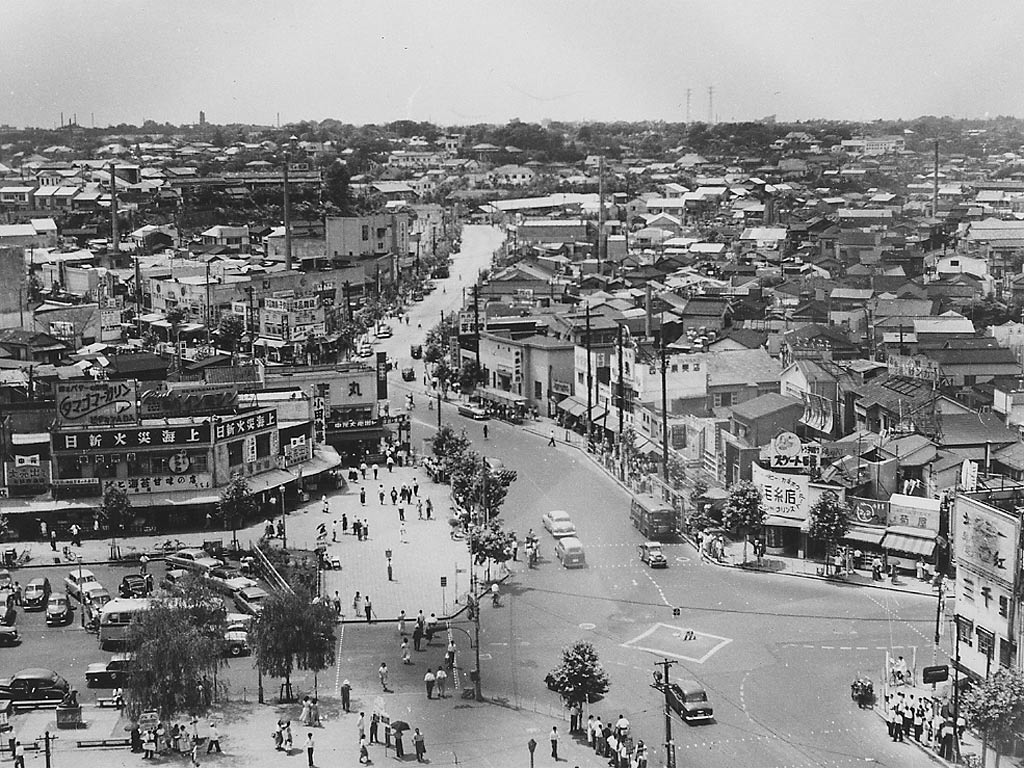
L'incrocio nel 1952